# Chris Kreider
Chris Kreider (Boxford, Massachusetts, 30 de abril de 1991), apodado Kreids, Kreidsdale o Big Jet No Pilot, es un jugador profesional estadounidense de hockey sobre hielo que se desempeña en la posición de extremo izquierdo en New York Rangers, equipo de la National Hockey League (NHL).

## Carrera
Fue seleccionado en la primera ronda en la NHL Entry Draft de 2009. En 2011 hizo su debut profesional con el equipo New York Rangers, donde lleva jugando trece temporadas.